# スレイプニル級コルベット
スレイプニル級コルベット（ノルウェー語: Sleipner klassen Korvetter、英語: Sleipner-class corvette）は、ノルウェー海軍が運用していたコルベットの艦級。

## 設計
船型としては平甲板型を採用している。艦首甲板上の甲板室にはMk.34 50口径3インチ単装速射砲の単装砲塔を、また艦尾甲板上の甲板室には40mm機銃の単装砲架を備えている。また対潜兵器としては、煙突の後方にテルネMk.3 6連装対潜迫撃砲、艦尾に爆雷投下軌条を備えるほか、1972年には3連装短魚雷発射管を追加装備した。
砲射撃指揮装置としては、当初はMk.63 砲射撃指揮装置を装備していたが、後に光学式のフィリップス社製TVT-300に換装した。またソナーも、1988年から1989年にかけて、AN/SQS-36からTSM-2633「スフェリオン」に換装した。

## 配備
1959年に5隻の建造が決定されたが、後に3隻はキャンセルされ、1960年度計画で、2隻のみがオスロのニーランド・ヴァイクステット造船所で建造された。老朽化に伴い、1980年代にはおおむね実戦任務からは引き下げられ、練習艦としての任務にあたっていた。
| #           | 艦名                        | 起工   | 進水          | 就役          | 退役   |
| ----------- | --------------------------- | ------ | ------------- | ------------- | ------ |
| P950 → F310 | スレイプニル KNM «Sleipner» | 1963年 | 1963年11月9日 | 1965年4月29日 | 1993年 |
| P951 → F311 | エーゲル KNM «Æger»         | 1964年 | 1965年9月24日 | 1967年3月31日 | 1993年 |